# Eugene Hütz
Eugene Hütz ([ˈjʊəɡeːnə hyts], ur. 6 września 1972 jako ukr. Євген Олександрович Ніколаєв-Симонов; Jewhen Ołeksandrowycz Nikołajew-Symonow; ros. Евгений Aлександрович Николаев; Jewgienij Aleksandrowicz Nikołajew) – piosenkarz, gitarzysta, autor tekstów nowojorskiej grupy Gogol Bordello, DJ i aktor.
Hütz urodził się w Bojarce koło Kijowa, w rosyjsko-ukraińsko-romskiej rodzinie (Nikołajew – Hütz – Gonczarow). Jego ojciec był rzeźnikiem, grał również na gitarze w jednym z pierwszych ukraińskich zespołów rockowych – grupie Meridian.
Hütz wraz z rodziną wyemigrował do USA po wybuchu w Czarnobylu. W 1990 roku znalazł się w Vermont jako uchodźca polityczny.

## Gogol Bordello

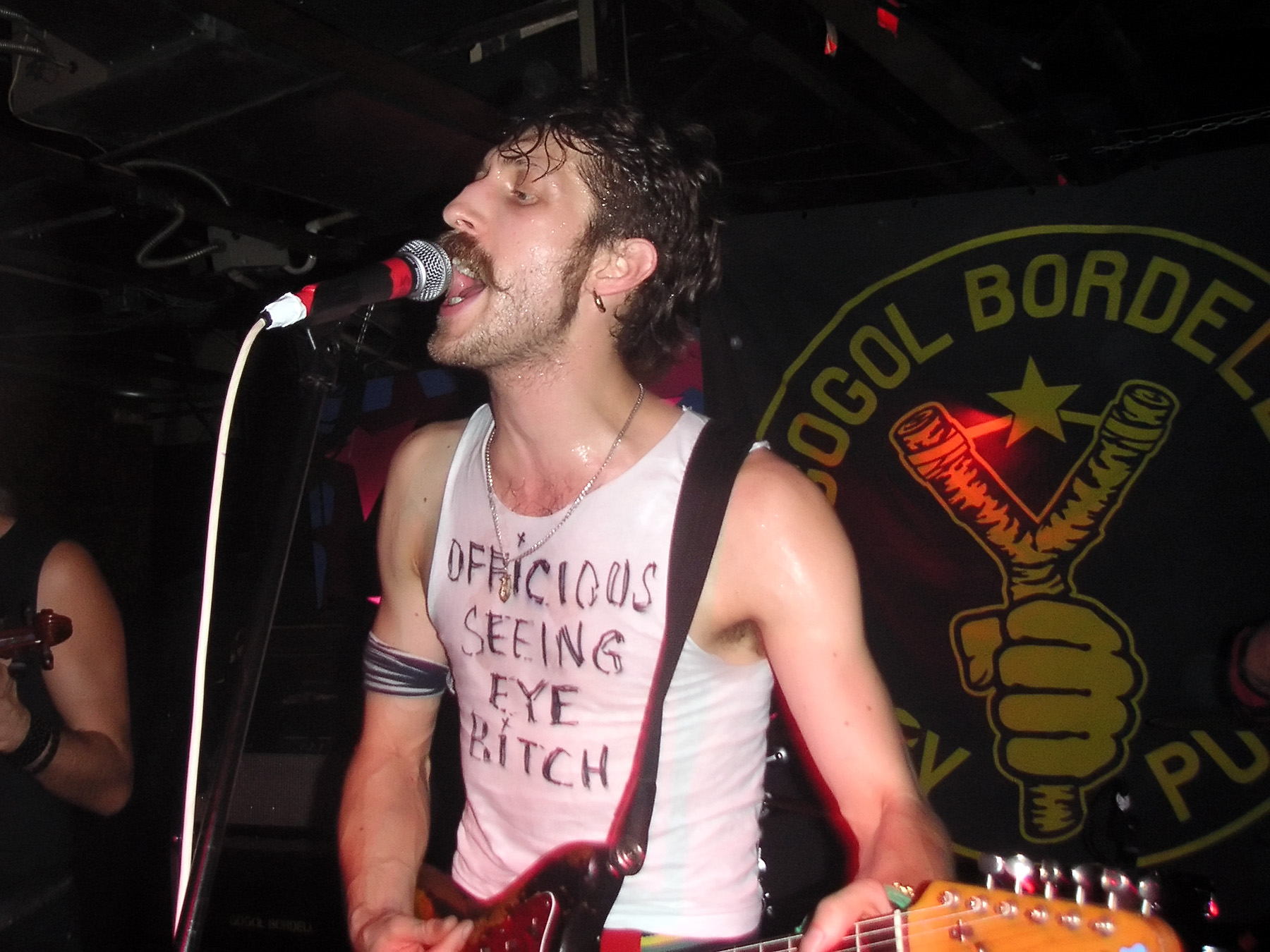
Hütz w zespole Gogol Bordello

Hütz rozpoczął karierę muzyczną na Ukrainie, gdzie występował w zespole Uksusnik. W Vermont Hütz założył grupy The Fags i Flying Fuck, grające muzykę będącą wczesną formą tej granej przez późniejsze Gogol Bordello. W 1997 muzyk przeniósł się do Nowego Jorku i przyjął panieńskie nazwisko swojej matki – Hütz. W Nowym Jorku poznał skrzypka Sergieja Riabcewa, akordeonistę Jurija Lemieszewa, gitarzystę Orena Kaplana, perkusistę Eliota Fergusona i tancerki: Pam Racine i Elizabeth Sun. W 1999 roku założył wraz z nimi Gogol Bordello.
W 2002 Gogol Bordello wydał swój debiutancki album długogrający Voi-La Intruder wyprodukowany przez Jima Sclavunosa, perkusistę zespołu Nick Cave and the Bad Seeds. Jesienią tego samego roku wydał album Multi Kontra Culti vs. Irony. W 2005 pojawiła się EPka East Infection, a następnie – nakładem SideOneDummy Records – album Gypsy Punks: Underdog World Strike, który został wyprodukowany przez Steve’a Albiniego. W 2007 zespół wydał kolejny album Super Taranta! wyprodukowany przez Victora Van Vugta.

## Inne projekty
Po przeprowadzce do Nowego Jorku Hütz zaczął występować również jako DJ. Został rezydentem bułgarskiego baru Mehanata. Jego styl to połączenie muzyki cygańskiej z dubem punkiem i muzyką elektroniczną. Z tą działalnością związane są jego poboczne projekty J.U.F. (Jüdisch-Ukrainische Freundschaft) i MITITIKA. Występował i nagrywał z Kolpakov Trio.
Jako aktor zadebiutował w 2005 roku rolą Alexa w filmie Wszystko jest iluminacją. Hütz dostał rolę po spotkaniu z reżyserem Lievem Schreiberem, na którym ustalali szczegóły dotyczące muzyki do filmu. Ostatecznie w ścieżce dźwiękowej filmu znalazło się kilka utworów napisanych przez Hütza i wykonywanych przez niego wraz z Gogol Bordello.
Hütz jest także bohaterem filmu dokumentalnego The Pied Piper of Hützovina z 2006 r. Film ten, wyreżyserowany przez Pavlę Fleischer, pokazuje podróż Hütza przez Ukrainę i Wschodnią Europę, odkrywając przed widzami jego muzyczne i kulturowe korzenie.
W roku 2008 Hütz zagrał główną rolę w filmie Mądrość i seks, będącym debiutem reżyserskim Madonny.

## Życie prywatne
Eugene ma sześcioro rodzeństwa i jest w jednej czwartej Romem. Jego cygańscy przodkowie wywodzili się z grupy Serwów. Jeden z braci Eugene’a grał na trąbce w filmie Wszystko jest iluminacją. Hütz jest działaczem na rzecz praw Romów. Używa swojej muzyki do propagowania kultury cygańskiej, zapoznawania z nią szerszej publiczności. Jest jednym z kuratorów corocznego nowojorskiego festiwalu „New York Gypsy Festival”.

## Filmografia
- Kill Your Idols (2004)
- Kill Your Darlings (2004)
- Wszystko jest iluminacją (2005)
- The Pied Piper of Hützovina (2006)
- Gogol Bordello Non-stop (2007)
- Mądrość i seks (Filth and Wisdom) (2008)